# جون باترسون (لاعب كرة قاعدة أمريكي)
جون باترسون (بالإنجليزية: John Patterson)‏ هو لاعب كرة قاعدة أمريكي، ولد في 11 فبراير 1967 في كي ويست في الولايات المتحدة.

## وصلات خارجية
- جون باترسون (لاعب كرة قاعدة أمريكي) على موقعبيزبول رفرنس.كوم (الدوري الرئيسي) (الإنجليزية)
- جون باترسون (لاعب كرة قاعدة أمريكي) على موقع مشجعي الرسوم البيانية (الإنجليزية)